# 巴卡伊阿塔区
巴卡伊阿塔区是吉尔吉斯斯坦西北州份塔拉斯州下辖的一个区。该区面积为2,928平方（1,131平方英里），2009年常住人口为44,057人。区治所位于巴卡伊阿塔。